# 和田奈央子
和田 奈央子（わだ なおこ、1993年5月24日 - ）は、東京都出身の女子サッカー選手。ポジションはミッドフィールダー、ディフェンダー。

## 経歴
小学2年生の時に仲良しの男の子とボールを蹴って遊んだことでサッカーの楽しさを知り、3年生の時の引っ越しを機に高井戸FCに入団。その後、所属したバディFCでは第18回全国少年少女草サッカー大会に出場し準優勝、チームメイトで後にU-19、U-20の日本代表に揃って選出された中村ゆしかとともに優秀選手賞を受賞した。
2006年、日本サッカー協会が運営するエリート教育機関JFAアカデミー福島に1期生として入校。楢葉町立楢葉中学校、福島県立富岡高等学校卒業。
2010年、トリニダード・トバゴで開催されたFIFA U-17女子ワールドカップでは全6試合に出場し、日本の準優勝に貢献した。
2012年、アカデミー卒校後、浦和レッズレディースに入団。同年、早稲田大学に進学。在籍3シーズン目の2014年10月10日の岡山湯郷Belle戦で入団後リーグ戦初ゴール。チームは5年ぶりのなでしこリーグ優勝を果たした。
2016年、大学卒業後、なでしこリーグ2部・ノジマステラ神奈川相模原へ移籍。移籍初年度にリーグ優勝を果たし、チームの1部昇格に貢献した。
2020年1月、オーストラリアNPLWリーグ・マンリー・ユナイテッドFCに移籍。シーズン開幕直後にCOVID-19の感染拡大を受けロックダウンによりリーグ戦が中断、一時帰国するも3か月で退団。その後、イングランドに留学しアクトニアンズLFCに入団。FA女子カップ予選でハットトリックの活躍を見せる傍ら、サッカースクールでコーチを務めるなど4か月を過ごす。
2021年2月、ポルトガルリーグ2部・ランクFCヴィラヴェルデンセと契約したことを自身のSNSで報告、同リーグ初の日本人女子選手となる。加入後はトップ下でプレー、リーグファイナルで敗れるもチームの翌シーズン1部昇格に貢献した。

## エピソード
海外クラブとの入団交渉は、代理人を介さず自ら行っている。プレー映像集、経歴書を作成しクラブへメールを送信。その後、返信があった中から熱意を持ってくれたチームと直接交渉している。

## 個人成績
| 国内大会個人成績 | 国内大会個人成績           | 国内大会個人成績  | 国内大会個人成績 | 国内大会個人成績 | 国内大会個人成績 | 国内大会個人成績 | 国内大会個人成績 | 国内大会個人成績 | 国内大会個人成績 | 国内大会個人成績 | 国内大会個人成績 |
| 年度             | クラブ                     | 背番号            | リーグ           | リーグ戦         | リーグ戦         | リーグ杯         | リーグ杯         | オープン杯       | オープン杯       | 期間通算         | 期間通算         |
| 年度             | クラブ                     | 背番号            | リーグ           | 出場             | 得点             | 出場             | 得点             | 出場             | 得点             | 出場             | 得点             |
| 日本             | 日本                       | 日本              | 日本             | リーグ戦         | リーグ戦         | リーグ杯         | リーグ杯         | 皇后杯           | 皇后杯           | 期間通算         | 期間通算         |
| ---------------- | -------------------------- | ----------------- | ---------------- | ---------------- | ---------------- | ---------------- | ---------------- | ---------------- | ---------------- | ---------------- | ---------------- |
| 2008             | JFAアカデミー福島          | 15                | -                | -                | -                | -                | -                | 2                | 0                | 2                | 0                |
| 2009             | JFAアカデミー福島          | 13                | -                | -                | -                | -                | -                | 3                | 0                | 3                | 0                |
| 2010             | JFAアカデミー福島          | 6                 | チャレンジ EAST  | 8                | 3                | -                | -                | 2                | 0                | 10               | 3                |
| 2011             | JFAアカデミー福島          | 6                 | チャレンジ EAST  | 15               | 1                | -                | -                | 2                | 0                | 17               | 1                |
| 2012             | 浦和レッズレディース       | 22                | なでしこ         | 10               | 0                | 0                | 0                | 0                | 0                | 10               | 0                |
| 2013             | 浦和レッズレディース       | 13                | なでしこ         | 14               | 0                | 8                | 1                | 1                | 0                | 23               | 1                |
| 2014             | 浦和レッズレディース       | 13                | なでしこ         | 20               | 1                | -                | -                | 4                | 0                | 24               | 1                |
| 2015             | 浦和レッズレディース       | 13                | なでしこ1部      | 9                | 0                | -                | -                | 2                | 0                | 11               | 0                |
| 2016             | ノジマステラ神奈川相模原   | 2                 | なでしこ2部      | 13               | 0                | 6                | 0                | 3                | 0                | 22               | 0                |
| 2017             | ノジマステラ神奈川相模原   | 2                 | なでしこ1部      | 6                | 0                | 0                | 0                | 0                | 0                | 6                | 0                |
| 2018             | ノジマステラ神奈川相模原   | 2                 | なでしこ1部      | 6                | 0                | 2                | 0                | 0                | 0                | 8                | 0                |
| 2019             | ノジマステラ神奈川相模原   | 2                 | なでしこ1部      | 0                | 0                | 1                | 0                | 1                | 0                | 2                | 0                |
| オーストラリア   | オーストラリア             | オーストラリア    | オーストラリア   | リーグ戦         | リーグ戦         | リーグ杯         | リーグ杯         | オープン杯       | オープン杯       | 期間通算         | 期間通算         |
| 2020             | マンリー・ユナイテッドFC   | 17                | NPLW             | 1                | 1                | -                | -                | -                | -                | 1                | 1                |
| イングランド     | イングランド               | イングランド      | イングランド     | リーグ戦         | リーグ戦         | リーグ杯         | リーグ杯         | オープン杯       | オープン杯       | 期間通算         | 期間通算         |
| 2020             | アクトニアンズLFC          | 18                | FA WNL Div.1     | 4                | 0                | 1                | 2                | 3                | 3                | 8                | 5                |
| ポルトガル       | ポルトガル                 | ポルトガル        | ポルトガル       | リーグ戦         | リーグ戦         | リーグ杯         | リーグ杯         | オープン杯       | オープン杯       | 期間通算         | 期間通算         |
| 2020-21          | ランクFCヴィラヴェルデンセ | 17                | 2部              | 6                | 0                | -                | -                | -                | -                | 6                | 0                |
| 2021-22          | ランクFCヴィラヴェルデンセ | 17                | 1部              |                  |                  |                  |                  |                  |                  |                  |                  |
| 通算             | 日本                       | 日本              | 1部              | 65               | 1                | 11               | 1                | 8                | 0                | 84               | 2                |
| 通算             | 日本                       | 日本              | 2部              | 36               | 4                | 6                | 0                | 7                | 0                | 49               | 4                |
| 通算             | 日本                       | 日本              | その他           | -                | -                | -                | -                | 5                | 0                | 5                | 0                |
| 通算             | オーストラリア2部          | オーストラリア2部 | カテゴリー       | 1                | 1                | -                | -                | -                | -                | 1                | 1                |
| 通算             | イングランド               | イングランド      | FA WNL Div.1     | 4                | 0                | 1                | 2                | 3                | 3                | 8                | 5                |
| 通算             | ポルトガル                 | ポルトガル        | 1部              |                  |                  |                  |                  |                  |                  |                  |                  |
| 通算             | ポルトガル                 | ポルトガル        | 2部              | 6                | 0                |                  |                  |                  |                  | 6                | 0                |
| 総通算           | 総通算                     | 総通算            | 総通算           | 112              | 6                | 18               | 3                | 23               | 3                | 153              | 12               |

- 日本女子サッカーリーグ初出場・初得点（チャレンジリーグ） - 2010年4月4日 AC長野パルセイロ・レディース戦（南長野運動公園総合球技場）[19]

## タイトル

### 代表
- 日本代表
  - AFC U-19女子選手権：1回（2011年）

### クラブ
- 浦和レッズレディース
  - 日本女子サッカーリーグ：1回 (2014年)

- ノジマステラ神奈川相模原
  - 日本女子サッカーリーグ2部：1回（2016年)

## 代表歴

### 出場大会
- U-17日本代表
  - 2010年 - 2010 FIFA U-17女子ワールドカップ

- U-20日本代表
  - 2012年 - 2012 FIFA U-20女子ワールドカップ